# 比里·帕侬荣
比里·帕侬荣（皇家轉寫：Pridi Phanomyong，IPA：[priː˧.diː˧ pʰa˦˥.nom˧.joŋ˧]，1900年5月11日—1983年5月2日，貴族頭銜為鑾·巴立玛奴探）泰國政治家，曾任第八至十任泰国总理。

## 早年
其曾祖父陳盛于（Tan Nai Kok）出生于廣東潮州府澄海县上華鎮下陳村（现广东汕头市澄海区），在拉玛二世在位時移民到暹羅；其父為泰國華僑與當地人混血的稻米批發商人，母為當地人，故其有四分一華裔血統，漢名陳嘉祥、陳璋茂。。
其生於泰國古都阿瑜陀耶城。他是暹罗1920年首批留法学生，获得巴黎大學法學博士和一个经济学高级学位。他在巴黎留法学生中深孚众望，先后被选为暹罗在法留学生联合会秘书和主席。他受法国空想社会主义和孙中山三民主义思想影响较深，是暹罗传播西方民主思想的先驱。

## 政治生涯
1927年，帕侬荣等人在巴黎創建了暹羅人民黨（Khana Ratsadon，又稱民黨），民黨分帕侬荣为首的“文治派”（左翼）和披耶帕凤上校为首的“军事派”（右翼）。1932年6月24日披耶帕凤上校为首的人民黨“军事派”发动不流血政变，成立了临时军政府，并发表了帕侬荣起草的政变宣言，宣布民黨为合法政党，要以民主政府取代君主专制政府。6月27日拉玛七世被迫签署了由帕侬荣主持订制的临时宪法，帕侬荣在披耶·玛奴巴功內閣中任职并参加九人制宪委员会编制永久宪法。1933年帕侬荣提出的20点经济计划被总理披耶·玛奴巴功为首的保皇派称为“共产党人计划”，4月1日披耶·玛奴巴功改组内阁，帕侬荣被逐出内阁，4月12日前往法国。
1933年6月20日披耶帕凤再次发动政变，推翻披耶·玛奴巴功政府，组成新的立宪政府。1934年帕侬荣回国任披耶帕凤政府的內務部長，1935－1937年任外交部长，1938年任财政部长。外交部长期间帕侬荣与12个国家签署条约废除了自拉玛四世以来的不平等条约，泰国收回法律管辖和税收主权。
銮披汶·颂堪政府时期，帕侬荣作为财政部长主张抗日，反对銮披汶·颂堪的亲日政策，两人的友谊逐渐破裂。1942年1月25日，銮披汶·颂堪对英美宣战，帕侬荣拒绝签字。1944年帕侬荣辞去财政部长，担任游学在瑞士的拉玛八世国王的摄政。日本投降后，帕侬荣作为摄政，公布了和平宣言，宣称“宣战非法和无效”，否定了銮披汶·颂堪政府和日本的所有协议。1945年12月拉玛八世回国，帕侬荣从摄政位子上退下，担任顾问。1946年组建了职联党，在8月的大选中囊括了189个席位中的的49席，成为第三大党。
二战后，帕侬荣出任三届泰国总理（1946年3月24日～6月3日，1946年6月8～9日，1946年6月10～20日）。

## 失勢及晚年
1947年11月8日发生军事政變，他在英国和美国特工的帮助下逃到新加坡，随后避難中國，僑居21年，1970年移居巴黎。1983年5月2日在巴黎逝世，終年82歲。

## 影響

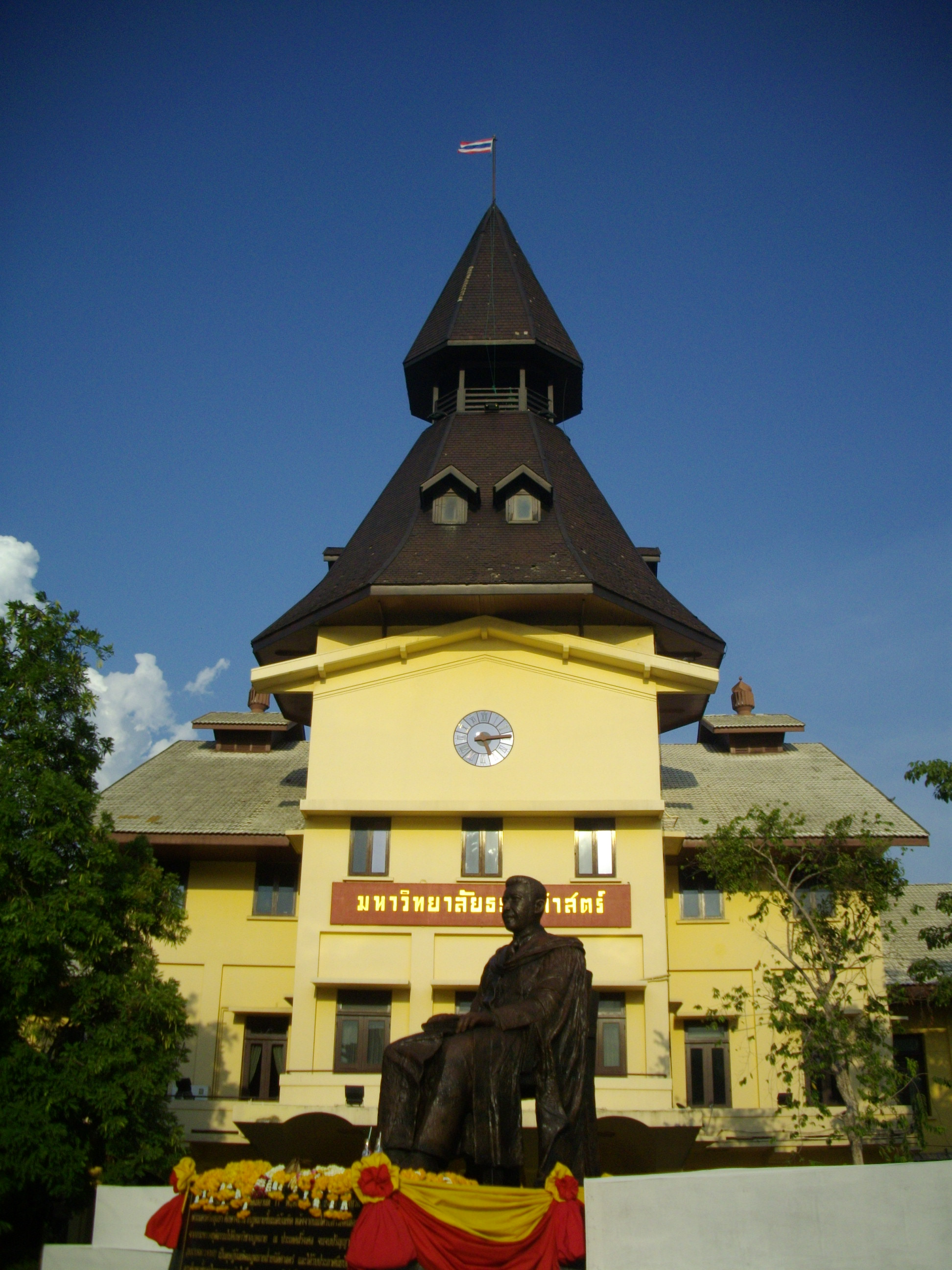
曼谷法政大学比里·帕侬荣塑像.

泰国法政大学（Thammasat University，即淡马锡大学）由帕侬荣在1934年创建。